# Vera Nilsson

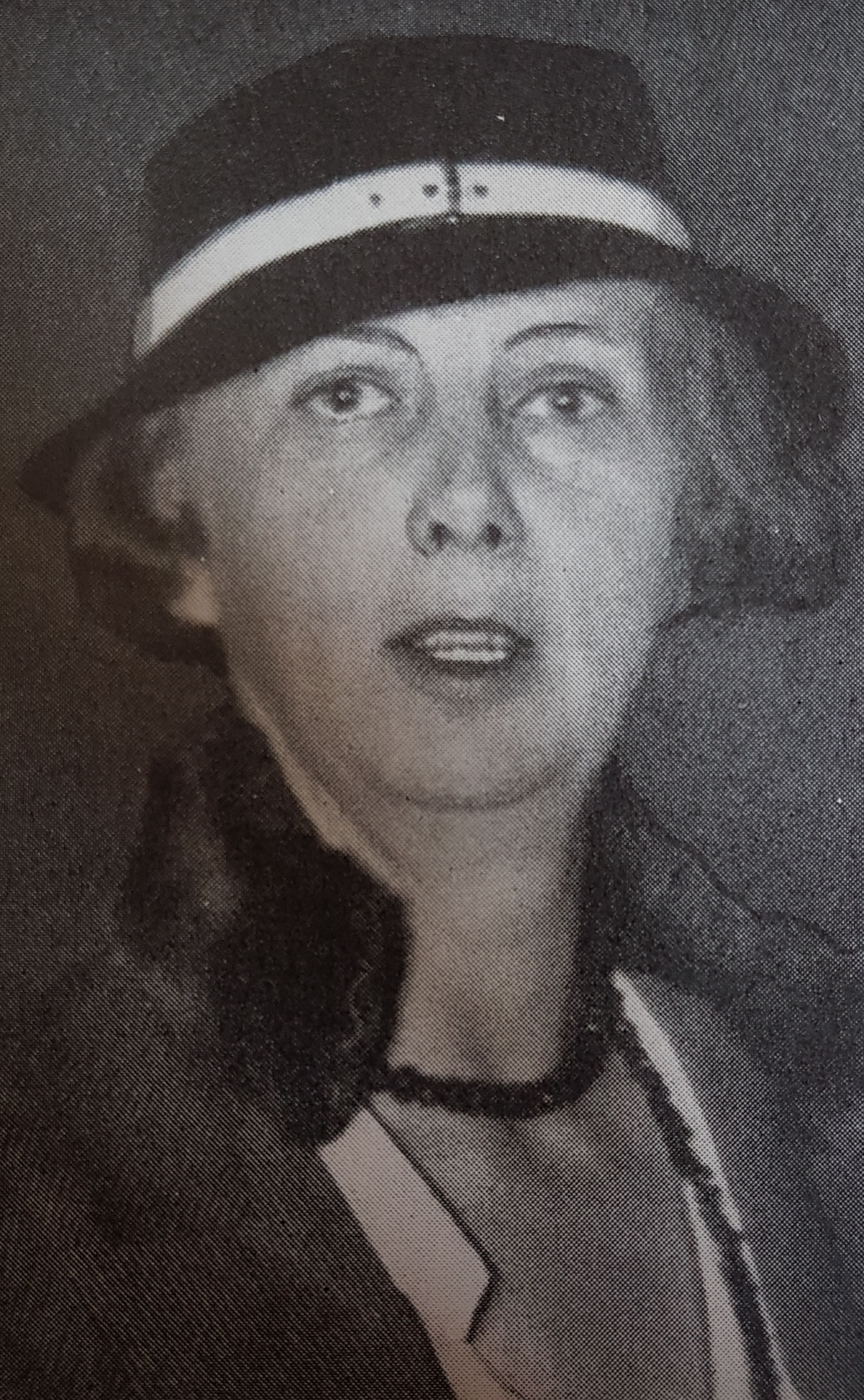
Vera Nilsson

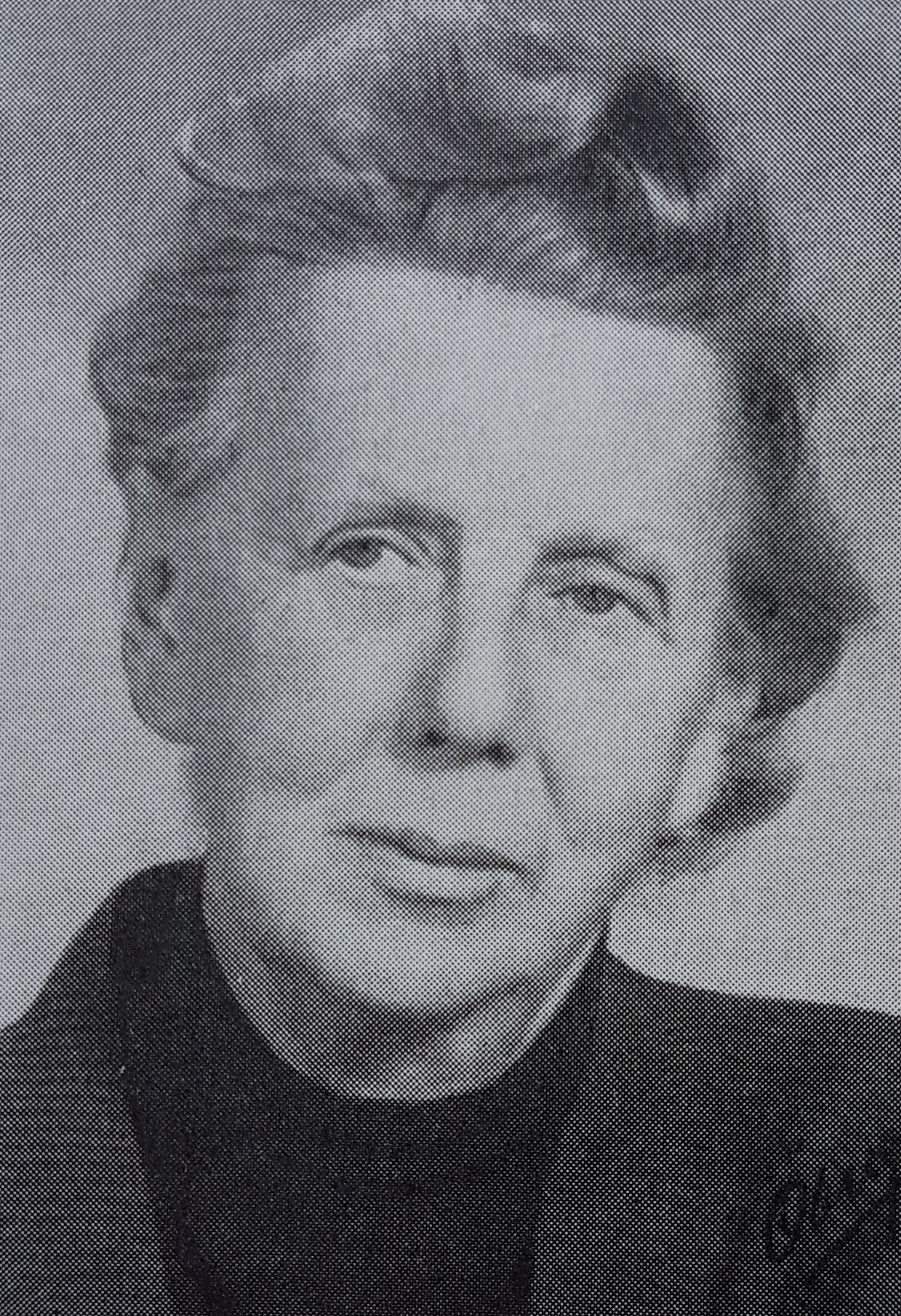
Vera Nilsson

 Vera Märta Amalia Nilsson (* 1. Juni 1888 in Jönköping, Schweden; † 13. Mai 1979 in Stockholm, Schweden) war eine schwedische Malerin und Illustratorin. Sie war eine expressionistische Künstlerin und zu ihren Motiven zählten vor allem Landschaften und Kinderporträts.

## Leben und Werk

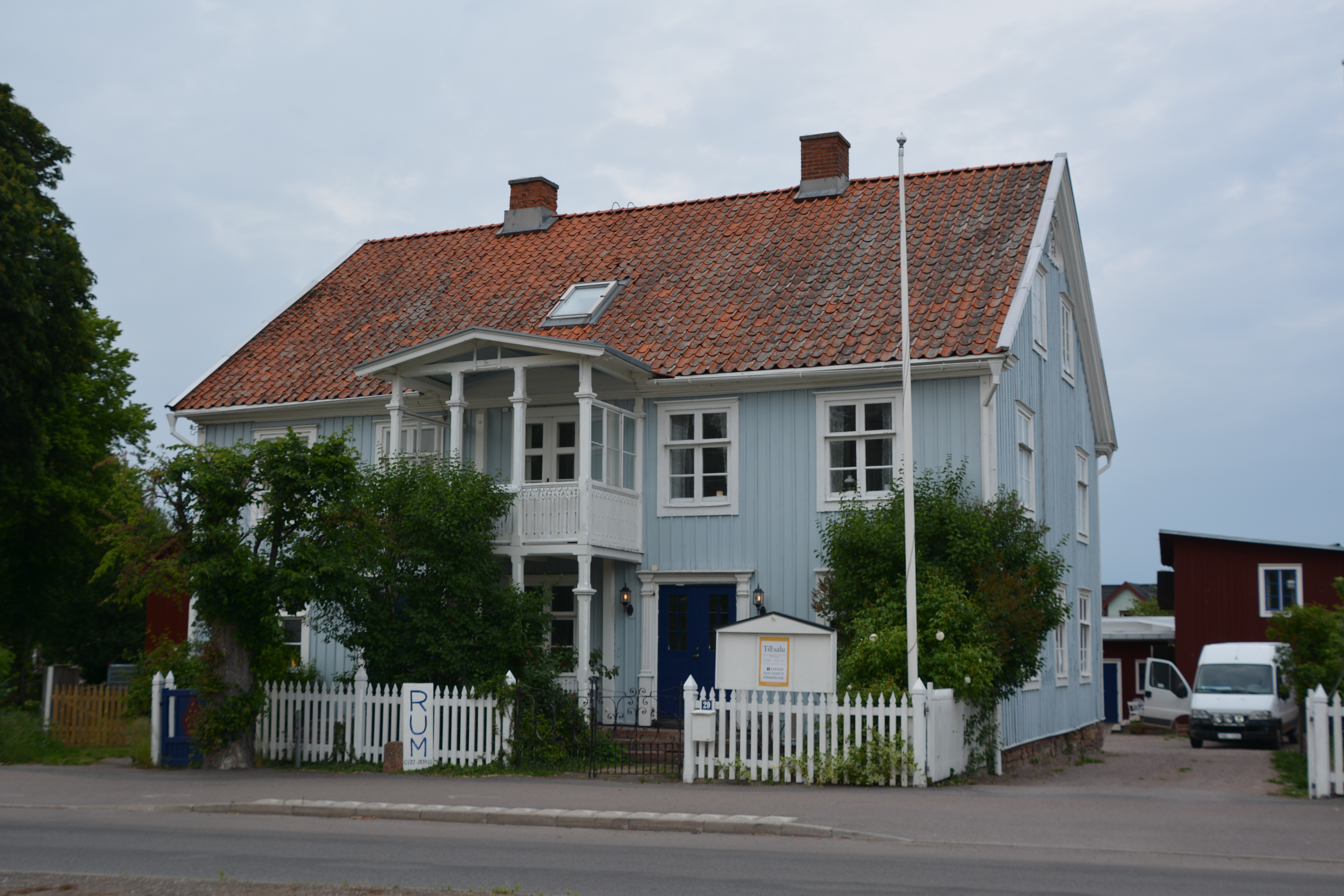
Villa Nyborg in Borgholm, Vera Nilssons Sommerhaus aus den 1910er Jahren

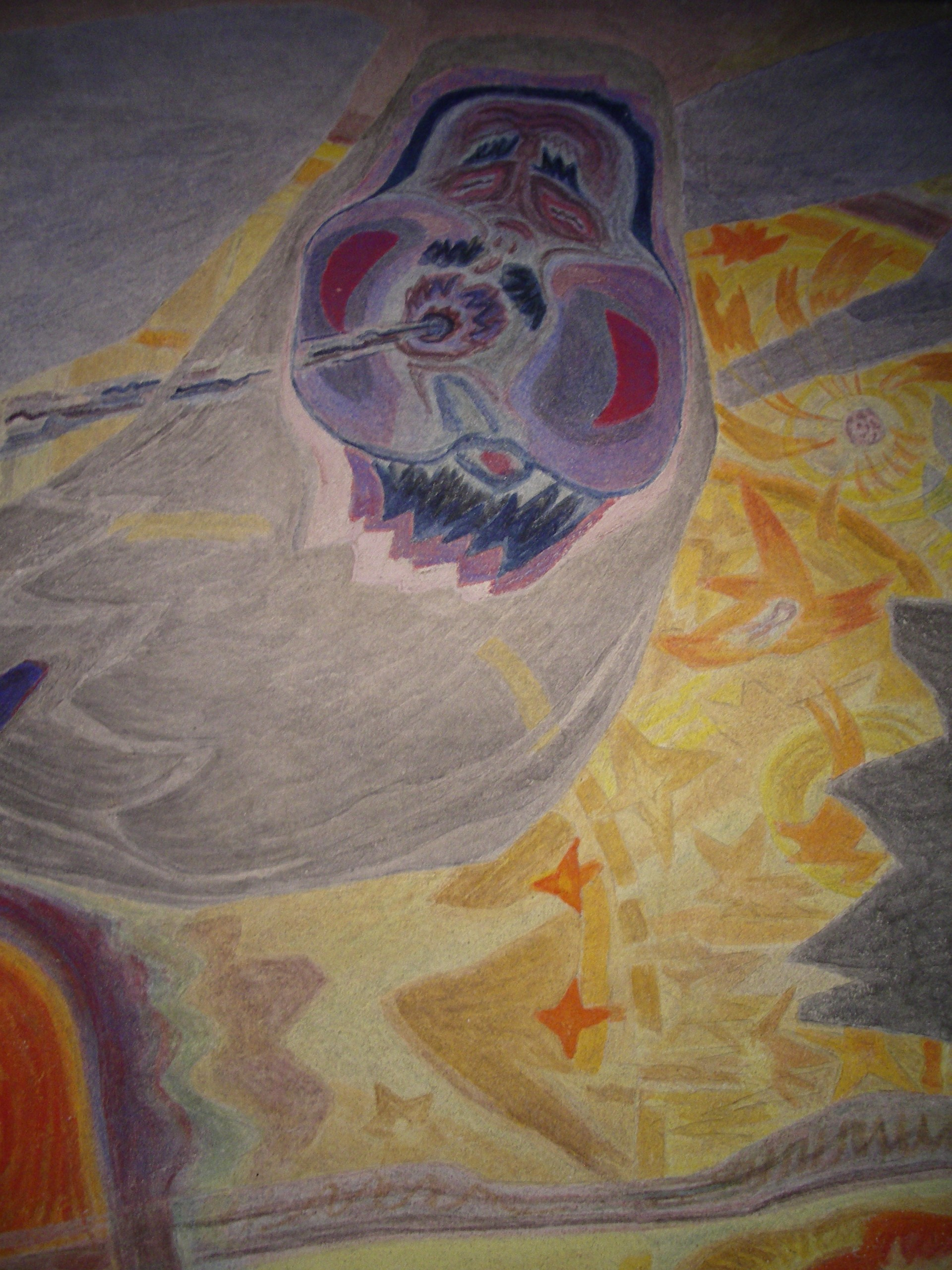
Die Sonne, Detail des Freskos: Sagan om solen och stormen, Västertorpskolan in Stockholm

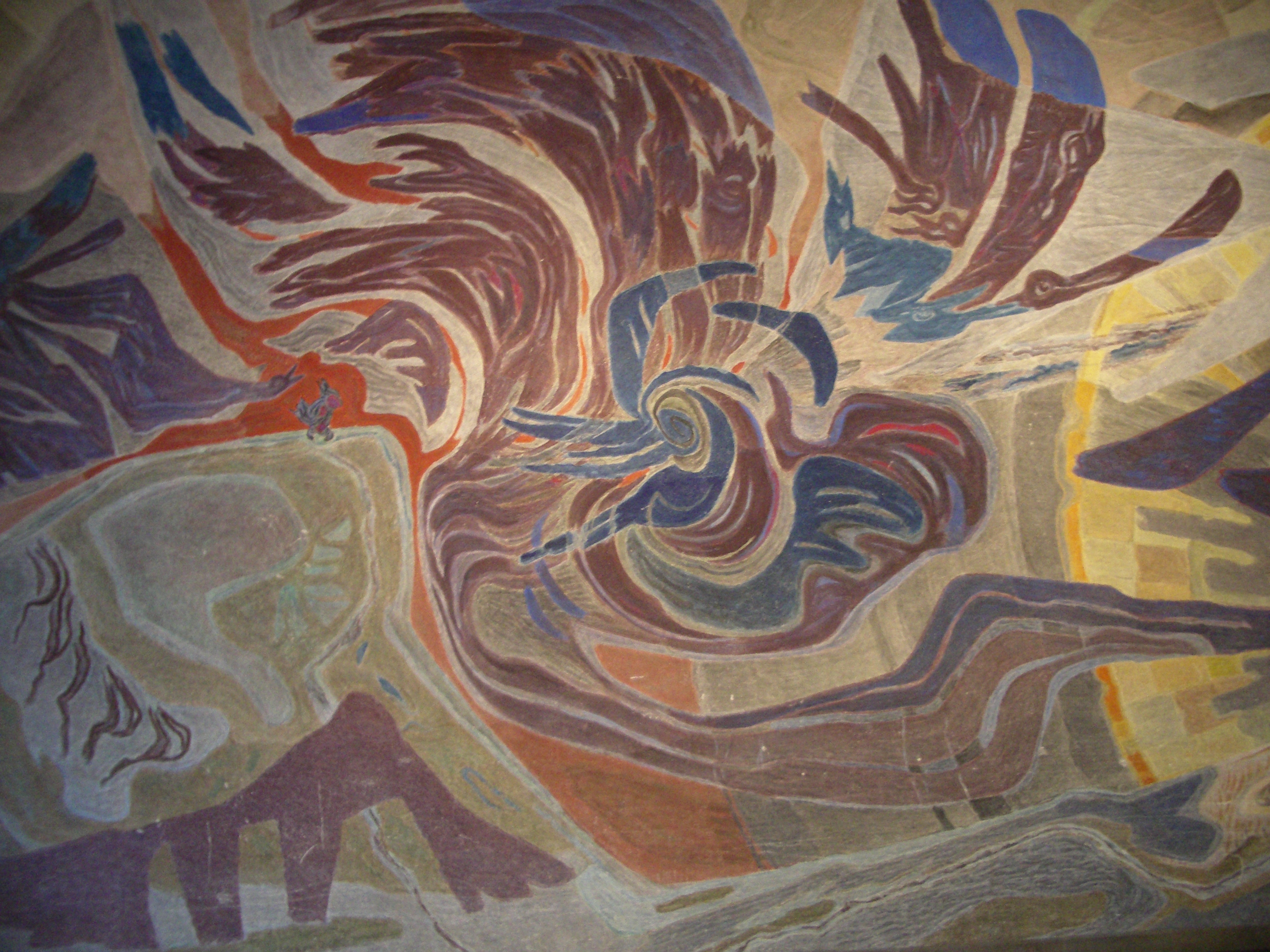
Der Sturm, Detail des Freskos: Sagan om solen och

Vera Nilsson war das jüngste der vier Kinder des Gerichtsvollziehers Karl Nilsson und seiner Frau Ada Nilsson, geborene Sjögren. Sie wuchs in Jönköping und im Sommer im Haus ihrer Großeltern in Borgholm in der Villa Nyborg auf, welche sie später übernahm. Sie absolvierte die Mädchenschule in Jönköping und wurde von 1906 bis 1909 als Zeichenlehrerin an der Technischen Schule in Stockholm und im Frühjahr 1910 an der Kunsthochschule Valand in Göteborg bei dem Bildhauer Carl Wilhelmson ausgebildet. Von 1911 bis 1912 studierte sie unter anderem bei dem Kubisten Henri Le Fauconnier an der Académie de la Palette in Paris und besuchte dort auch russische Schulen, wie die Académie Vassilieff von Marie Vassilieff.

### Zeit in Schweden, Dänemark, Frankreich, Italien und Spanien
Sie kehrte vor Ausbruch des Ersten Weltkrieges 1914 nach Schweden zurück. Dort verbrachte sie die Sommermonate auf Öland und die Wintermonate von 1916 bis 1919 in Kopenhagen, wo sie die von Astrid Holm geleitete Kunstnernes Croquisskole (Künstlerskizzenschule) besuchte. Da Kopenhagen von einem besseren Zugang zu Lebensmitteln profitierte, verbrachten viele skandinavische Künstler und Autoren die Kriegsjahre in Kopenhagen.
Im Herbst 1919 reiste Nilsson für neun Monate nach Spanien, wo sie die Gemälde von El Greco in den Kirchen von Toledo beeindruckten. Sie schuf in Málaga mehrere Versionen ihres Gemäldes Gata i Málaga.
Von 1920 bis 1925 lebte sie in Paris, wo sie 1922 ihre Tochter Catharina (Ginga) bekam. 1927 erhielt sie das Ester-Lindahl-Stipendium, das es ihr und ihrer Tochter ermöglichte, gemeinsam nach Italien zu reisen. Zwei ihrer bekanntesten Werke mit ihrer Tochter entstanden in Italien, nämlich På terrassen und Såpbubblor. In diesen sind gewisse Einflüsse der Neuen Sachlichkeit der 1920er Jahre erkennbar. 1928 zog sie nach Södermalm, wo sie die folgenden 50 Jahre wohnte.

### Weitere Malreisen
1933 besuchte sie zusammen mit einigen anderen Künstlerfreunden die Sowjetunion. Vier Jahre später unternahm sie 1937 unternahm sie mit Maja Braathen eine Malreise nach Estland. Unter dem Einfluss des Spanischen Bürgerkriegs malte sie 1938 das monumentale Penning contra liv („Geld gegen Leben“), das ihre Antikriegsgefühle offenbarte.
Sie besuchte oft Frankreich und nach dem Zweiten Weltkrieg verbrachte sie einige Zeit in Paris. Dort kam sie über die Bildhauerin Liss Eriksson mit senegalesischen Studenten in Kontakt, die ihr Interesse an der Négritude-Bewegung weckten. In der Folge ging sie 1949 in den Senegal und verbrachte dort vier Monate damit, den Alltag des Landes zu zeichnen und mit Pastellfarben zu malen. 1952 schuf sie Minne från Afrika und 1959 zwei abstrakte Gemälde mit dem Titel Négritude. 1960 befuhr sie mit einem Frachtschiff das Mittelmeer und lief unter anderem Beirut an, wo der Hafen zu einem weiteren ihrer Motive wurde.

### Einsatz für die Friedensbewegung
Sie engagierte sich während ihrer Zeit in Paris in der Friedensbewegung. Sie verkaufte Citoyen du monde auf der Straße und malte Menschen, darunter die Autoren Albert Camus und Anna Seghers, in ihrer Fredsmöte in Paris. Sie war besorgt über die Bedrohung durch einen Atomkrieg und produzierte in den 1960er Jahren mehrere Gemälde mit dem Titel I förvillelsens tid, die eine verwüstete Welt darstellen. Ihre letzte Arbeit Fredskortet („Friedenskarte“) von 1979 zeigt Frauen mit ausgestreckten Armen, die ein Ende des Wettrüstens fordern. Karten mit diesem Bild wurden im Namen der Women’s International League for Peace and Freedom verkauft.
Nilsson starb 1979 in Stockholm. Sie ist in Östra kyrkogården in Jönköping begraben.
Ihre Werke befinden sich im Dänischen Nationalmuseum, im Moderna Museet, im Norrköpings Konstmuseum, im Göteborgs konstmuseum, im Örebro County Museum, im Archive of Dekorative Kunst, Gripsholm, im Kalmar Konstmuseum, im Malmö Museum und in Hamburg.

## Kunst in der Stockholmer U-Bahn
Nilsson war maßgeblich am Erscheinen von Kunst in der Stockholmer U-Bahn beteiligt. Nach einem Beschluss des Stadtrates im März 1956 wurde ein Wettbewerb für die Dekoration des Bahnhofs T-Centralen ausgeschrieben, woraufhin Nilsson zusammen mit elf anderen Künstlern einen Dekorationsauftrag erhielt. 1957 wurde eine mosaikverkleidete Säule auf dem oberen Bahnsteig der U-Bahn-Station T-Centralen in Stockholm aufgestellt: Det Klara som trots allt inte försvinner („Das Klara-Viertel, das trotz allem nicht verschwinden wird“).

## Ausstellungen (Auswahl)
- 1917: Ausstellung in Kjöbenhavns Ovenlyssal zusammen mit Mollie Faustman
- 1918: Erste Ausstellung in Schweden bei Yngre svenska konstnärer („Junge schwedische Künstler“) bei Liljevalchs in Stockholm
- 1922 und 1925: Teilnahme an der Falangen-Ausstellung in Stockholm
- 1923: Nordisk Konst in Göteborg
- 1925 bis 1926: Teilnahme an einer schwedischen Wanderausstellung in Hamburg, Lübeck und Berlin
- 1928: Unionalen-Ausstellung in Oslo
- 1931: Teilnahme an der Unionalen-Ausstellung in Kopenhagen, Ausstellung in Holland und Belgien
- 1933: Erste Einzelausstellung im Konstnärshuset in Stockholm
- 1934: In den Konsthallen in Göteborg
- 1939: Penning contra liv an der Königlichen Kunstakademie Stockholm, bei Liljevalchs und in Göteborg
- 1943 bis 1945: Ausstellung im Göteborger Kunstmuseum, zusammen mit Sigrid Hjertén und Mollie Faustman
- 1944: Teilnahme an Den unga expressionismen („Junger Expressionismus“) im Nationalmuseum in Stockholm
- 1948: Einzelausstellung im Konstnärshuset in Stockholm und in Jönköping
- 1957: Teilnahme an der Biennale von São Paulo
- 1965: Teilnahme an der Grönningen-Jubiläumsausstellung in Kopenhagen
- 1968: Einzelausstellung in der Galerie Mejan im Erdgeschoss der Königlich Schwedischen Akademie der Schönen Künste in Stockholm
- 1975: Retrospektive Ausstellung in der Königlich Schwedischen Akademie der Schönen Künste; außerdem gezeigt in der Galleri F15 in Moss, Norwegen, im Kunstforeningen in Kopenhagen und im Konstmuseum von Norrköping

## Auszeichnungen und Ehrungen
- 1948: Prins Eugen-medaljen
- 1954: Als erste Frau Mitglied der Akademien för de fria konsterna (Königlich schwedisches Akademie der bildenden Künste)

## Werke (Auswahl)
- 1938: Penning contra liv, Skövde Art Museum
- 1951: Sagan om solen och stormen, Treppenhaus der Västertorp-Schule, Stockholm
- 1954: Händer,  Djurgårdsskolan, Eskilstuna
- 1957: Det Klara som trots allt inte försvinner, Metrostation T-Centralen, Stockholm
- 1966–1967: Das Altarbild De tre vise männen, Nacksta kyrka, Sundsvall